# 普朗克-愛因斯坦關係式
在量子力學裏，普朗克-愛因斯坦關係式闡明，光子的能量與頻率成正比：
{\displaystyle E=h\nu }；
其中，{\displaystyle E}是光子能量，{\displaystyle h}是普朗克常數，{\displaystyle \nu }是光子頻率。
普朗克-愛因斯坦關係式是因物理學者馬克斯·普朗克與阿尔伯特·爱因斯坦而命名，又稱為「普朗克關係式」、「普朗克公式」或「愛因斯坦關係式」。這關係式說明了光子的量子化性質，是解釋光電效應、普朗克黑體輻射定律等物理現象的關鍵機制。

## 光譜形式
光波可以用以下光譜量來表徵：頻率、波長{\displaystyle \lambda }、波數{\displaystyle k}、角頻率{\displaystyle \omega }。它們彼此之間的關係為
{\displaystyle \nu ={\frac {c}{\lambda }}={\frac {\omega }{2\pi }}={\frac {ck}{2\pi }}}。
普朗克關係式也可以寫為
{\displaystyle E=h\nu ={\frac {hc}{\lambda }}}，
或採用角形式，
{\displaystyle E=\hbar \omega =\hbar ck}；
其中，{\displaystyle \hbar ={\frac {h}{2\pi }}}是約化普朗克常數，{\displaystyle c}是光速。

## 德布羅意關係式
德布羅意關係式將普朗克關係式推廣至物質波。路易·德布羅意主張，假若粒子擁有波動性質，則普朗克關係式{\displaystyle E=h\nu }應該可以應用於粒子。他假設粒子的波長為
{\displaystyle \lambda ={\frac {h}{p}}}；
其中，{\displaystyle p}是動量。
將這兩個公式合併在一起，可以得到
{\displaystyle p=\hbar k}。
以向量形式來表達，
{\displaystyle \mathbf {p} =\hbar \mathbf {k} }。

## 玻爾頻率條件
玻爾頻率條件闡明，當發生電子躍遷時，吸收或發射的光子的頻率與涉及到躍遷的兩個能級之間的能量差{\displaystyle \Delta E}，彼此之間的關係為
{\displaystyle \Delta E=h\nu .}。
這條件是普朗克關係式的直接結果。